# Neil Warnock
Pour les articles homonymes, voir Warnock.
Neil Warnock, né le 1er décembre 1948 à Sheffield, est un footballeur et entraîneur anglais.

## Palmarès
- Champion de Conference National (D5) en 1987 avec Scarborough
- Champion de la Football League Championship (D2) en 2011 avec Queens Park Rangers
- Vice-Champion de la Football League Championship (D2) en 2006 avec Sheffield United
- Finaliste de la Football League Trophy en 1994 avec Huddersfield Town
- Demi-finaliste de la FA Cup en 2003 avec Sheffield United
- Demi-finaliste de la League Cup en 2003 avec Sheffield United
- Élu joueur de l'année du club d'Hartlepool United lors de la saison 1971-1972
- Élu manager du mois de la Football League Championship en janvier 2003, novembre 2003, décembre 2004, décembre 2007, août 2010 et septembre 2010
- Membre de l'équipe type de Championship en 2018.